# Elena López
Elena López est une gymnaste rythmique espagnole, née le 4 octobre 1994 à Valence.

## Biographie
Elena López est sacrée vice-championne olympique au concours des ensembles aux Jeux olympiques d'été de 2016 à Rio de Janeiro, avec ses coéquipières Sandra Aguilar,  Artemi Gavezou, Lourdes Mohedano, Alejandra Quereda. Malgré une première place lors des qualifications, l'ensemble obtient un total de 35,766 points passant derrière les russes avec 36,233 points 